# At-Tajjiba
At-Tajjiba (arab. الطيبة; hebr. טייבה) – miasto położone w Dystrykcie Centralnym w Izraelu.

## Położenie
Leży w zachodniej części Samarii, w otoczeniu miast Tira i Kalansuwa, moszawów Salit, Cur Natan, Azri’el, Kefar Jabec i Sza’ar Efrajim, oraz wiosek Cur Jicchak i Je’af. Na północ, wschód i południowy wschód od miasta przebiega granica terytoriów Autonomii Palestyńskiej, która jest strzeżona przez mur bezpieczeństwa. Po stronie palestyńskiej znajdują się wioski Farun, Izbat Szufa, Szufa, Al-Ras, Kafr Sur i Kafr Jammal, oraz osiedla żydowskiego Awne Chefec.

## Historia
29 listopada 1947 roku Zgromadzenie Ogólne Organizacji Narodów Zjednoczonych przyjęło rezolucję nr 181 o podziale Palestyny na dwa państwa: żydowskie i arabskie. Na mocy tej rezolucji wieś At-Tajjiba miała znaleźć się w państwie arabskim, jednak podczas wojny o niepodległość w 1948 wojska izraelskie opanowały całą okolicę. Izraelczycy nie zdołali jednak zająć samej wioski. Po zawarciu rozejmu, wieś At-Tajjiba została przekazana Izraelczykom i znalazła się na terytoriach przyznanych państwu Izrael.
W 1952 r. At-Tajjiba otrzymała status samorządu lokalnego, a w 1990 r. prawa miejskie.

## Demografia
Zgodnie z danymi Izraelskiego Centrum Danych Statystycznych w 2006 roku w mieście żyło 35,3 tys. mieszkańców, wszyscy Arabowie (w tym 99,7% muzułmanie).
Zgodnie z danymi Izraelskiego Centrum Danych Statystycznych w At-Tajjibie w 2000 było 4859 zatrudnionych pracowników i 559 pracujących na własny rachunek. Pracownicy otrzymujący stałe pensje zarabiali w 2000 r. średnio 3270 NIS, i otrzymali w ciągu roku obniżkę średnio o -0,5%. Przy czym mężczyźni zarabiali średnio 3796 NIS (podwyżka o 0,9%), a kobiety zarabiały średnio 2318 NIS (obniżka o -6,7%). W przypadku osób pracujących na własny rachunek średnie dochody wyniosły 3826 NIS. W 2000 roku w At-Tajjibie było 379 osób otrzymujących zasiłek dla bezrobotnych i 3151 osób otrzymujących świadczenia gwarantowane.
Populacja miasta pod względem wieku:
| Wiek (w latach) | Procent populacji w % |
| --------------- | --------------------- |
| 0-4             | 14,0%                 |
| 5-9             | 13,5%                 |
| 10-14           | 11,0%                 |
| 15-19           | 9,3%                  |
| 20-29           | 15,2%                 |
| 30-44           | 20,4%                 |
| 45-59           | 10,6%                 |
| ponad 60        | 6,0%                  |

Źródło danych: Central Bureau of Statistics.

## Transport
Na zachód od miasta przebiega autostrada nr 6, brak jednak możliwości bezpośredniego wjazdu na nią. Z miasta wyjeżdża się sześcioma lokalnymi drogami na zachód na drogę nr 444, którą jadąc na południe dojeżdża się do wsi Cur Jicchak i drogi nr 554, lub jadąc na północ dojeżdża się do drogi nr 5614 i drogi nr 557. Drogą nr 554 jadąc na zachód dojeżdża się do miasta Tira. Drogą 5614 jadąc na zachód dojeżdża się do miasta Kalansuwa.

## Oświata
W At-Tajjibie znajduje się 9 szkół podstawowych i 4 szkoły średnie, w których uczy się 7 tys. uczniów. Ze szkół są tutaj między innymi: El-Ikhwa, Ibn Sina, Amal, Ibn Rushd, Al-Ghazalija, Al-Bihari, Umar Ibn al-Khatab, Al-Zahara, Al-Najah i Al-Hakma. Jest tu także centrum edukacji pedagogicznej oraz college technologiczny Amal.

## Kultura i sport
W mieście znajdują się ośrodki kultury oraz stadion piłkarski.